# Annabelle Dexter-Jones
Pour les articles homonymes, voir Dexter et Jones.
Annabelle Dexter-Jones, née le 24 octobre 1986 à Londres, est une actrice, réalisatrice et scénariste américaine.

## Biographie
Annabelle Dexter-Jones est la fille de Mick Jones et d'Ann Dexter-Jones ; la sœur d'Alexander Dexter-Jones et la demi-sœur de Mark Ronson, Charlotte et Samantha Ronson,.

## Filmographie

### Comme actrice
- 2003 : Wholey Moses (court métrage) : Matti
- 2012 : Missed Connections : Lauren, la fille Mango
- 2012 : Holy Motors : l'assistante photographe
- 2012 : The Gallerina (court métrage) : la Gallerina
- 2013 : And After All (court métrage) : Charlotte
- 2013 : Pretty Girls (court métrage) : Anna
- 2014 : Asthma : Lilly
- 2015 : The Nymphets : Brittany
- 2015 : At Home with Mystic (court métrage) : Melanie Andersen
- 2015 : Ava's Possessions : Hazel
- 2015 : #Horror : Molly
- 2016 : White Girl : Alexa
- 2016 : Red Oaks (série télévisée) : Xan (6 épisodes)
- 2016 : Prototype (téléfilm) : Donna Neuring
- 2017 : Cecile on the Phone (court métrage) : Cecile
- 2017 : The Meyerowitz Stories (New and Selected) : la fille de la galerie
- 2018 : The Deuce (série télévisée) (2 épisodes)
- 2018 : Swing Low : Harper Sykes
- 2018 : Josie & Jack : Lily
- 2019 - 2023 : Succession (série télévisée) : Naomi Pierce (saisons 2 à 4)
- 2023 : American Horror Story: Delicate (série télévisée) : Sonia Shawcross / Adeline Harding (saison 12)
- 2023 : Bad Things : Fran

### Comme réalisatrice
- 2017 : Cecile on the Phone (court métrage)

### Comme scénariste
- 2017 : Cecile on the Phone (court métrage)